# Aliqa
Aliqa hoặc Al-Ullayqah (tiếng Ả Rập: العليقة) là một ngôi làng Syria nằm ở huyện Baniyas, Tartus. Theo Cục Thống kê Trung ương Syria (CBS), Aliqa có dân số 720 người trong cuộc điều tra dân số năm 2004. Ngôi làng có lâu đài Aleika bắt nguồn từ bang Nizari Ismaili.